# KSR GRS 125
Die KSR Moto GRS 125 ist ein Leichtkraftrad der österreichischen Firma KSR-Moto. Sie hat einen 124-cm³-Einzylinder-Viertaktmotor, der 8kW bei 9000/min (11,4PS) leistet.
Die KSR GRS 125 kann mit dem Führerschein A1 gefahren werden.